# کابوی نیمه‌شب
کابوی نیمه‌شب (به انگلیسی: Midnight Cowboy) نام یک فیلم سینمایی در ژانر درام محصول سال ۱۹۶۹ کشور آمریکا است. بازیگران این فیلم داستین هافمن، جان ویت، برندا واکارو، سیلویا مایلز و جان مک‌گیور هستند. کارگردان این فیلم جان شلزینجر است. فیلمی ضد رؤیای آمریکایی و به خصوص ضد نیویورکی که شلزینجر را به یکی از کارگردانان مطرح دهه ۱۹۷۰ بدل می‌سازد.

## چکیده داستان
یک جوان تگزاسی به نیویورک می‌رود تا معاشر زنان ثروتمند شود و با جیب پر از پول به فلوریدا بازگردد؛ ولی آشنایی او با مردی مسلول باعث می‌شود که دوران سختی را بگذراند.

## مشروح داستان
جوانی تگزاسی به نام جو باک، شغل ظرف‌شویی خود را رها می‌کند و با پوشیدن لباس کابویی، سوار اتوبوس شده و راهی نیویورک می‌شود تا به عنوان یک مرد روسپی کار کند. در ابتدا موفقیتی ندارد تا اینکه بالاخره با زنی میانسال به نام کَس در آپارتمانش در خیابان پارک رابطه برقرار می‌کند. وقتی جو درخواست پول می‌کند، زن آزرده می‌شود و در نهایت خودِ جو به او پول می‌دهد.
جو با ریکو «رتسو» ریزو آشنا می‌شود؛ یک ولگرد لنگ که با فریب دادن دیگران زندگی می‌گذراند. ریکو در ازای بیست دلار او را به مردی معرفی می‌کند که ادعا می‌کند قوّاد است، اما در واقع یک دیوانه مذهبی است. جو پس از فهمیدن ماجرا فرار می‌کند و بی‌نتیجه به‌دنبال ریکو می‌گردد. او روزها را با پرسه در شهر و گوش دادن به رادیوی قابل‌حمل خود می‌گذراند. با پایان یافتن پولش، مدیریت هتل او را بیرون می‌اندازد و وسایلش را ضبط می‌کند.
در تلاشی برای کسب درآمد، جو در سینمایی به مردی جوان خدمات جنسی می‌دهد، اما مرد نمی‌تواند پرداخت کند. جو تهدیدش می‌کند اما آسیبی به او نمی‌رساند. روز بعد، جو ریکو را در یک غذاخوری می‌بیند و با خشم با او روبه‌رو می‌شود. ریکو موفق می‌شود جو را آرام کند و او را به آپارتمان مخروبه‌اش دعوت می‌کند. جو با بی‌میلی می‌پذیرد و این دو به همکاری با یکدیگر در نقش شیّاد وارد می‌شوند. ریکو از جو می‌خواهد که او را «ریکو» صدا بزند، نه «رتسو»، اما جو تمایلی ندارد. آن‌ها با فقر شدید دست‌وپنجه نرم می‌کنند، غذا می‌دزدند و جو موفق به یافتن مشتری نمی‌شود. جو رادیویش را گرو می‌گذارد و خون می‌فروشد، در حالی که سرفه‌های مداوم ریکو در سرمای بی‌گرمای زمستان تشدید می‌شود.
در میان بازگشت‌های خاطره‌وار، می‌بینیم که مادر جو او را رها کرده و مادربزرگش بزرگش کرده است. او رابطه‌ای غم‌انگیز با دختری به نام انی دارد و در فلاش‌بک‌ها دیده می‌شود که هر دو توسط گروهی از کابوی‌ها مورد تجاوز قرار می‌گیرند. انی دچار آسیب روانی می‌شود و او را با آمبولانس می‌برند.
ریکو برای جو تعریف می‌کند که پدرش مهاجری بی‌سواد از ایتالیا و واکسی بوده که از کار خود دچار کمر و ریه‌درد شده بود. ریکو نیز واکسی را از پدرش آموخته اما آن را تحقیرآمیز می‌داند. روزی برای جلب مشتری، کفش‌های کابویی جو را واکس می‌زند که دو مأمور پلیس با کفش‌های گل‌آلود کنارشان می‌نشینند. ریکو خواب فرار به میامی را می‌بیند؛ در رؤیایش با جو در ساحل بازی می‌کند و در اقامتگاهی لوکس پذیرایی می‌شوند، از جمله پسری که کفش‌های ریکو را واکس می‌زند.
کارگردانی شبیه اندی وارهول و یک هنرمند زن اجتماعی‌گرا در غذاخوری از جو عکس می‌گیرند و او را به مراسمی هنری دعوت می‌کنند. جو و ریکو به آنجا می‌روند، اما بیماری و بوی بد ریکو توجه منفی جلب می‌کند. جو سیگاری از ماری‌جوانا را به اشتباه به‌جای سیگار می‌کشد و با مواد محرک دچار توهم می‌شود. او همراه زنی اشرافی به نام شرلی می‌رود که برای گذراندن شب به او ۲۰ دلار می‌دهد، اما جو نمی‌تواند رابطه برقرار کند. آن‌ها بازی واژه‌ای می‌کنند و شرلی به این نتیجه می‌رسد که شاید جو همجنس‌گرا باشد؛ سپس جو موفق به برقراری رابطه می‌شود. صبح روز بعد، شرلی دوستی را به‌عنوان مشتری به جو معرفی می‌کند و به نظر می‌رسد حرفهٔ جو رو به رونق است.
وقتی جو به آپارتمان بازمی‌گردد، ریکو دچار تب شدید شده است. او از کمک پزشکی سر باز می‌زند و از جو می‌خواهد که او را به فلوریدا ببرد. جو که ناامید از پول است، با مردی زن‌گونه در سالن بازی آشنا می‌شود و او را به هتلش می‌برد. وقتی مرد از پرداخت بیش از ۱۰ دلار امتناع می‌کند، جو او را به‌شدت کتک می‌زند، می‌دزدد و به‌نظر می‌رسد که خفه‌اش می‌کند. جو با پول دزدیده‌شده دو بلیت اتوبوس به فلوریدا می‌خرد. ریکو باز هم می‌خواهد که «ریکو» نامیده شود و جو سرانجام چنین می‌کند. در مسیر اتوبوس، حال ریکو بدتر می‌شود و دچار بی‌اختیاری ادراری می‌شود.
جو در یک توقفگاه برای هر دو لباس نو می‌خرد و لباس کابویی‌اش را دور می‌اندازد. در اتوبوس، جو با خود فکر می‌کند که باید راهی آسان‌تر از تن‌فروشی برای پول درآوردن وجود داشته باشد و به ریکو می‌گوید که در میامی به کار عادی خواهد پرداخت. وقتی پاسخی نمی‌شنود، درمی‌یابد که ریکو مرده است. او رانندهٔ اتوبوس را خبر می‌کند، و راننده از او می‌خواهد که چشم‌های ریکو را ببندد، چون به‌زودی به میامی خواهند رسید. جو با چشمانی اشک‌بار، در حالی که بازویش را دور دوست مرده‌اش حلقه کرده، در میان ردیف‌هایی از نخل‌های فلوریدا به راه خود ادامه می‌دهد.

## افتخارات
- برنده اسکار: بهترین فیلم
- برنده اسکار: بهترین کارگردان / جان شلزینجر
- برنده اسکار: بهترین فیلم‌نامه اقتباسی / والدو سالت
- نامزد اسکار: داستین هافمن / جان وویت / سیلویا مایلز
- تنها فیلم با درجه X که اسکار بهترین فیلم سال را نیز کسب کرده است.[۱]